# New Public Management
Het New Public Management (NPM) is een managementfilosofie gebruikt door overheden en semi-overheden sinds de jaren 80 om de publieke sector te moderniseren. New public management is een brede term waarmee de golf van hervormingen in de publieke sector sinds de jaren 80 wordt aangeduid.
Deze stroming stond tegenover de bureaucratische principes en wilde het model van de private sector toepassen op de publieke sector. De basiswaarden van het New Public Management kunnen worden verwoord door Economy, Efficiency, Effectiveness ofwel zuinigheid, doelmatigheid, doeltreffendheid. Zo wordt er meer gebruikgemaakt van verzelfstandiging, en worden bijvoorbeeld resultaten belangrijker dan de wijze waarop die behaald zijn. Het denken is bedrijfsmatig, men denkt in termen van producten en klanten. Ook krijgen managers meer vrijheid maar ook meer verantwoordelijkheid.
Na verloop van tijd zijn echter enkele dysfuncties zichtbaar geworden, waardoor het bureaucratisch model weer aan aanhang wint. Zo zou een overdreven nadruk op efficiency ten koste kunnen gaan van andere waarden zoals gelijkheid en rechtvaardigheid. Een overheid is geen bedrijf dat op winst gericht is. De nadruk op het meten van producten en prestaties kan ongewenste gedragseffecten hebben. Een negatief gevolg is bijvoorbeeld dat de wegpolitie zo weinig middelen en mensen heeft dat ze nepcontroles uitvoert om aan de nodige statistieken te geraken.
Volgens onder andere Dunleavy wordt het NPM nu vervangen door het post-New Public Management tijdperk, ofwel de "digital-era governance" door de opkomst van moderne informatie- en communicatietechnologie.